# Diplycosia apoensis
Diplycosia apoensis là một loài thực vật có hoa trong họ Thạch nam. Loài này được Elmer mô tả khoa học đầu tiên năm 1911.